# Slavernij in het oude Griekenland

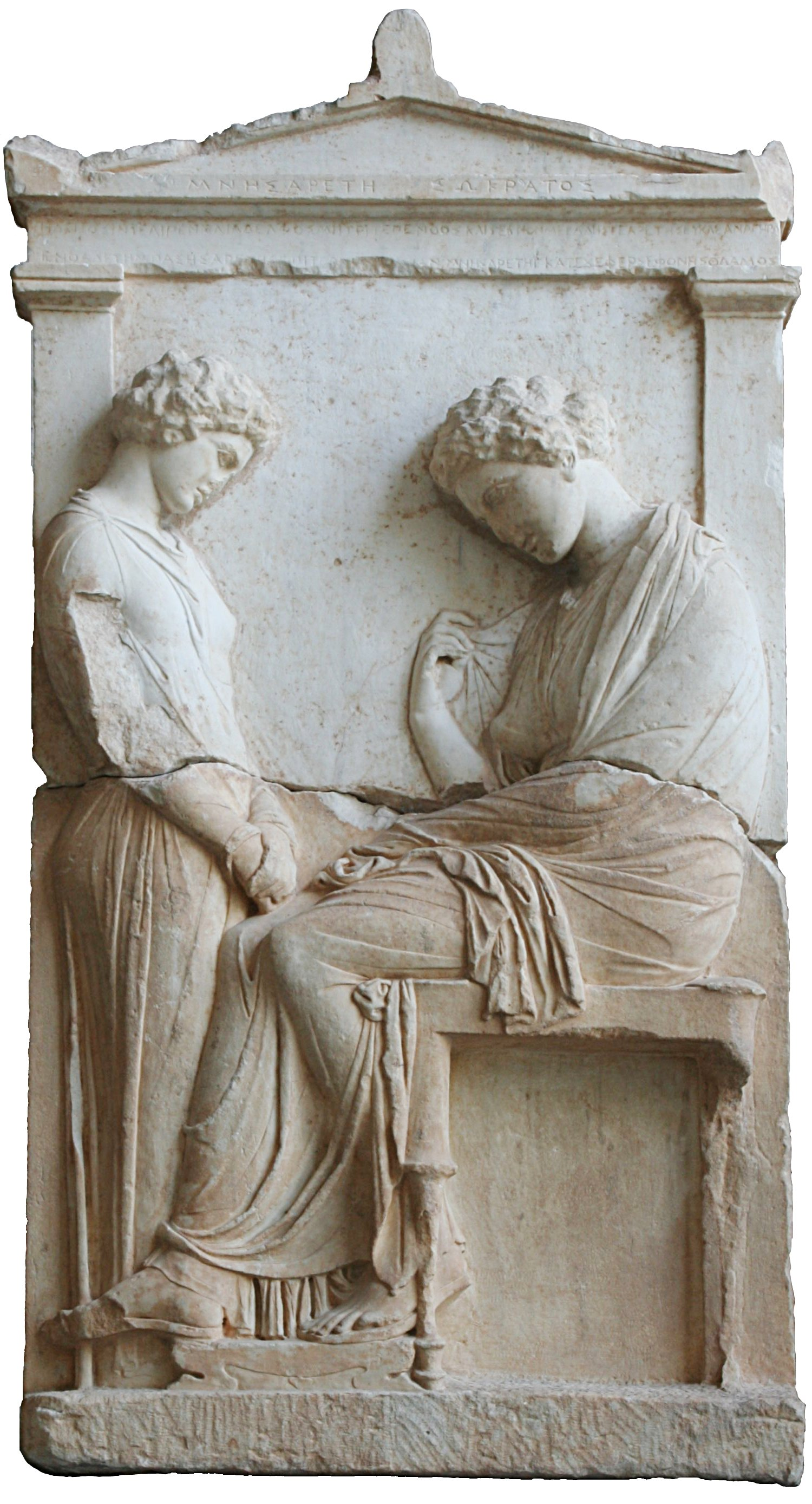
Grafstele van Mnesarete, dochter van Socrates. Een dienstmeisje (links) bekijkt haar dode meesteres
Attica, omstreeks 380 v.Chr.

Slavernij was in het oude Griekenland een gangbare praktijk, net als in de andere samenlevingen van die tijd. Sommige klassieke Griekse schrijvers, waaronder Aristoteles, vonden slavernij natuurlijk of zelfs noodzakelijk. Dit paradigma werd met name in twijfel getrokken in de Socratische dialoog. De stoïcijnen legden de eerst geregistreerde veroordeling van slavernij vast.
De meeste activiteiten waren vrij toegankelijk voor slaven, op politiek na, dat was voorbehouden aan staatsburgers. Slaven werden voornamelijk in de landbouw geëxploiteerd, maar er werden ook honderden slaven in de steengroeven en mijnen ingezet en waarschijnlijk waren er twee in het huishouden werkzaam. Het staat vast dat Athene de grootste slavenpopulatie had, met 80.000 slaven in de 5de en 6de eeuw voor Chr., met een gemiddelde van drie of vier slaven per huishouden, met uitzondering van de armere gezinnen.
De moderne geschiedschrijving maakt een onderscheid tussen slavernij en aan land verbonden groepen. Slaven waren persoonlijk eigendom, waarbij de slaaf als een stuk onroerend goed werd beschouwd, in tegenstelling tot een deelnemer aan de maatschappij die zich vrij kan bewegen. De andere groep bestond uit onderworpenen, die aan hun land waren gebonden, zoals de penestes van Thessalië of de Heloten, die door de Spartanen tot slaaf waren gemaakt. Deze groepen hadden meer weg van middeleeuwse lijfeigenen, een toevoeging aan onroerend goed. Een heloot is iemand die van zijn vrijheid is beroofd en gedwongen wordt zich te onderwerpen aan een eigenaar die hem kan kopen, verkopen of verhuren, net als ieder ander roerend goed.
De academische studie over de slavernij in het oude Griekenland kampt met belangrijke methodologische problemen. De documentatie is onsamenhangend en versnipperd en richt zich allereerst op de stadstaat Athene. Er worden geen speciale verhandelingen gewijd aan het onderwerp en de jurisprudentie was slechts in zoverre in slavernij geïnteresseerd voor zover het een bron van inkomsten vormde. De Griekse komedies en tragedies zetten stereotypen neer, terwijl de iconografie geen wezenlijk verschil maakte tussen slaven en ambachtslieden.
De Atheense filosoof Plato voert in zijn dialoog Meno een slaaf op die door Socrates wordt ondervraagd, in dat geval over een wiskundig probleem, om aan te tonen dat men door een geduldig stellen en beantwoorden van gerichte vragen tot inzichten kan worden gebracht, in Plato's voorstelling een blootleggen van bij iedereen -dus ook bij slaven die geen aanzien genoten- reeds aanwezige sluimerende kennis.

## Terminologie

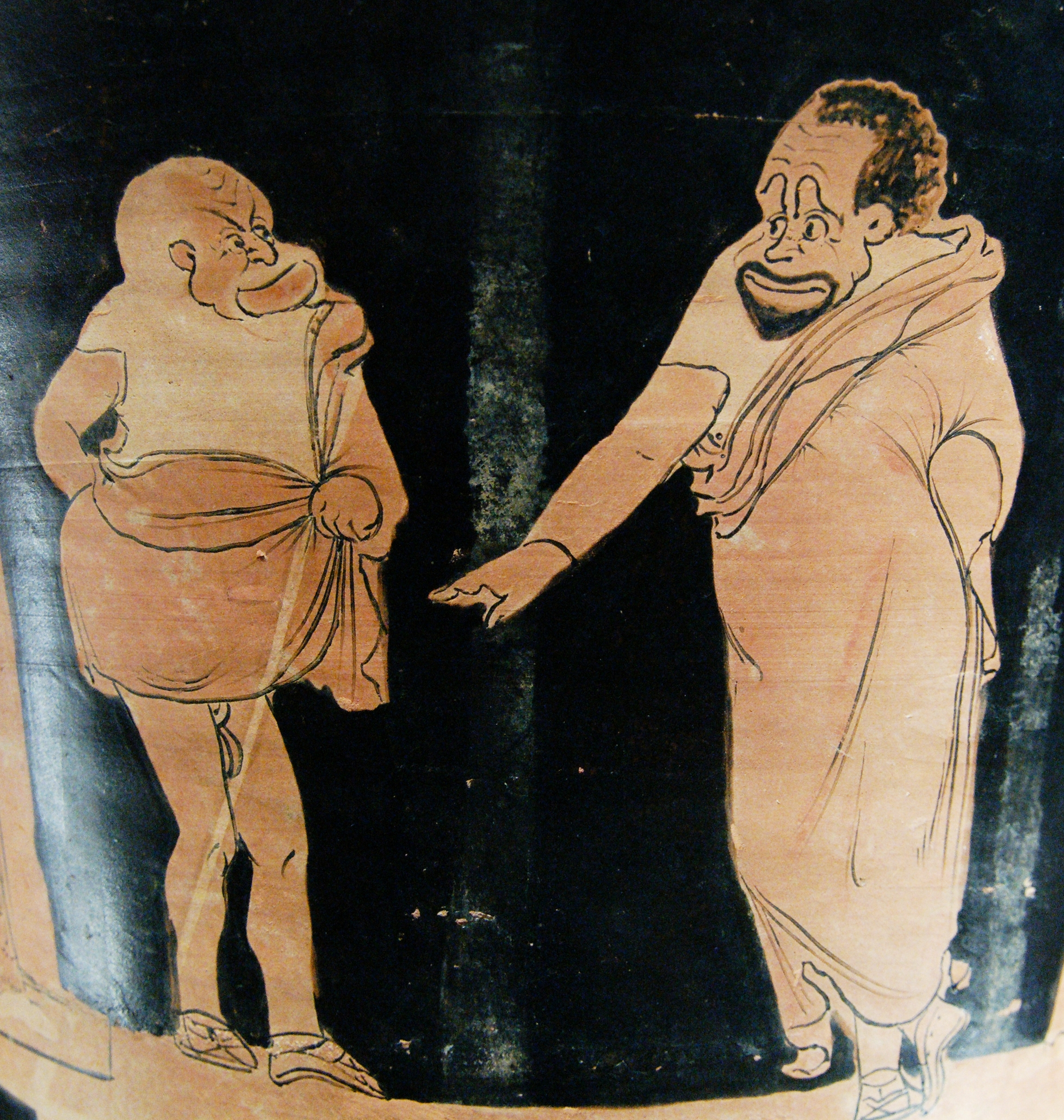
Een meester en links zijn slaaf.
Sicilië, ca. vierde eeuw v.Chr.

De oude Grieken hadden verschillende woorden voor slaven, wat onduidelijk wordt wanneer de context niet wordt gegeven. In de werken van Homerus, Hesiodos en Theognis van Megara werd de slaaf δμώς, dmōs, genoemd. Deze aanduiding heeft een algemene betekenis, maar verwijst in het bijzonder naar krijgsgevangenen die als buit werden meegenomen. Tijdens de klassieke periode gebruikten de Grieken regelmatig het woord ἀνδράποδον, andrapodon, letterlijk: één met de voeten van een mens, in tegenstelling tot τετράποδον, tetrapodon, viervoeter, of vee. Het meest gebruikelijkte woord voor slaven is δοῦλος, doulos, in tegenstelling tot 'vrije man". Het was daarvoor ἐλεύθερος, eleútheros, en is in inscripties in het Grieks Myceens gevonden, als do-e-ro, mannelijke slaaf, dienaar of lijfeigene, lineair B: of doe-het-ra, vrouwelijke slaaf, dienstmaagd of slavin. Het werkwoord δουλεὐω, dat in het Oudgrieks bewaard is gebleven en 'werk' betekent, kan als metafoor worden gebruikt voor andere vormen van heerschappij, de ene stad over de andere of ouders over hun kinderen. Tot slot was er οἰκέτης, oiketēs, voor 'iemand die in huis woont', waarmee huispersoneel werd bedoeld.
Andere aanduidingen voor slaven waren minder precies en vereisten context:
- θεράπων, therapōn - In de tijd van Homerus betekende het woord wapendrager. Patroclus werd als de therapōn van Achilles aangeduid en Meriones die van Idomeneus.

Tijdens de klassieke periode betekende het dienaar.
- ἀκόλουθος, akolouthos - letterlijk de volgeling of degene die begeleidt. Het verkleinwoord ἀκολουθίσκος werd voor schildknapen gebruikt.
- παῖς, pais - letterlijk kind, gebruikt op dezelfde manier als huisknecht, maar ook een kleinerende uitdrukking voor volwassen slaven.
- σῶμα, sōma - letterlijk lichaam, gebruikt in de context van vrijmaking.

## Oorsprong van de slavernij

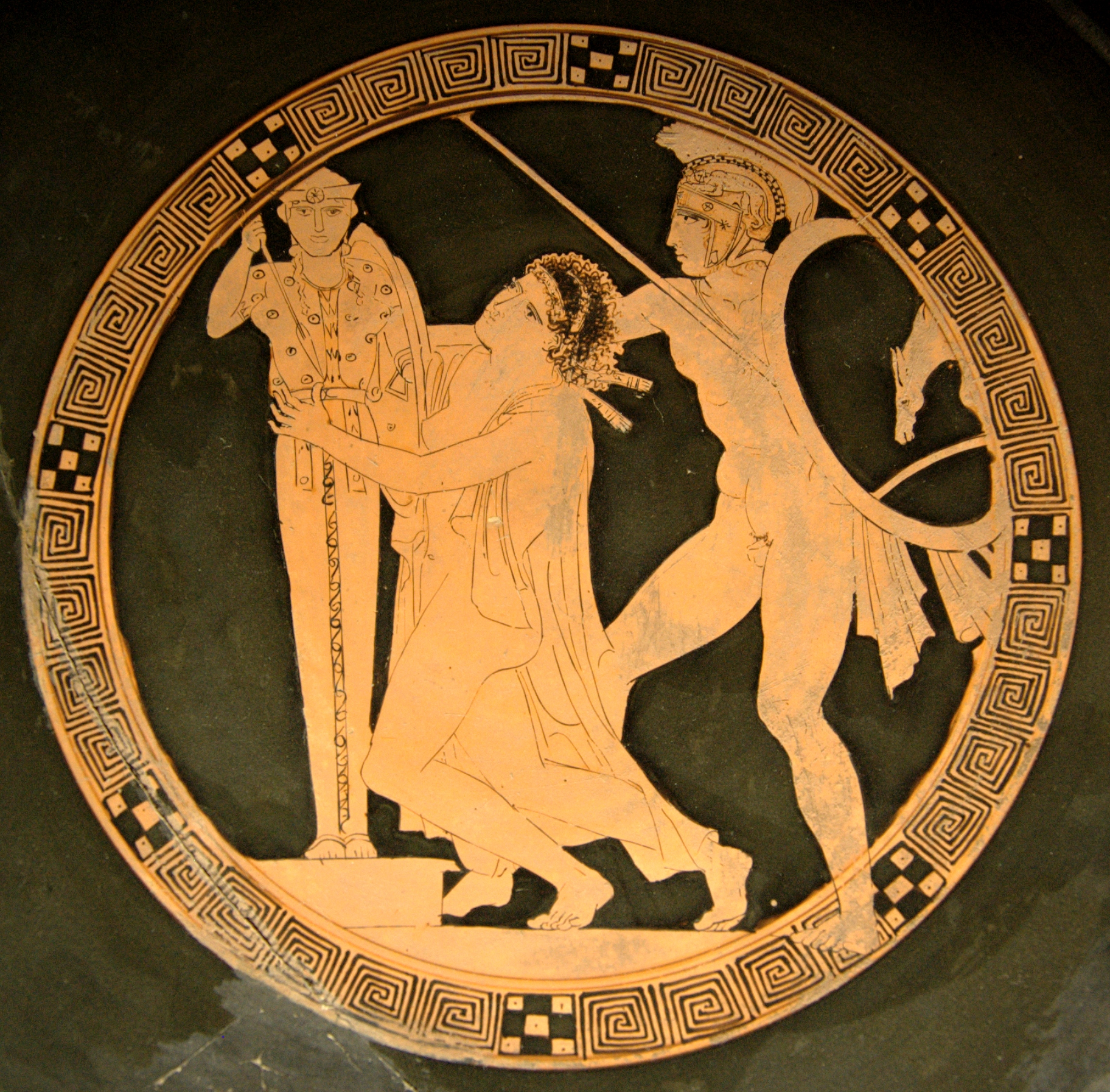
Vrouw als oorlogsbuit.

Een aantal opgegraven tabletten uit Pylos vermelden de aanwezigheid van slaven tijdens de Myceense beschaving. Er kunnen twee juridische categorieën worden onderscheiden: εοιο, slaven en θεοιο, slaven van de god, waarschijnlijk van Poseidon. De slaven van de god worden altijd met naam en toenaam genoemd en bezitten hun eigen stuk land. Hun rechtspositie lijkt op die van de vrije burgers. De aard en het ontstaan van hun verbintenis aan de goden is niet duidelijk. De namen van gewone slaven tonen aan dat sommige van hen uit Kythira, Chios, Limnos of Halicarnassus kwamen en waarschijnlijk als gevolg van piraterij tot slaaf waren gemaakt. De tabletten laten zien dat een verbintenis tussen slaven en vrije burgers vaak voorkwam en dat slaven konden werken en hun eigen grond konden bezitten. Het lijkt erop dat de belangrijkste tweedeling in de Myceense beschaving niet die tussen een vrij persoon en een slaaf was, maar eerder erop dat iemand in een paleis woonde of in een eenvoudiger onderkomen.
Er is geen continuïteit tussen het Myceense tijdperk en de tijd van Homerus, waar de sociale structuren een weerspiegeling waren van de Griekse duistere eeuwen. De terminologie is afwijkend: de slaaf heet niet langer do-e-ro (doulos), maar dmōs. In de Ilias bestaan slaven voornamelijk uit vrouwen die als oorlogsbuit zijn meegenomen, terwijl mannen ofwel werden vrijgelaten op het slagveld, ofwel werden gedood. Het lijkt alsof slaven hier voornamelijk vrouwen zijn. Deze slaven waren bedienden en soms ook concubines. Er waren enkele mannelijke slaven, met name in de Odyssee, waarvan varkenshoeder Eumaeus een voorbeeld is.
Karakteristiek aan de slaaf was dat hij deel uitmaakte van de kern van de oikos, kernfamilie of huishouden. Laërtes eet en drinkt met zijn bedienden en in de winter slaapt hij in hun gezelschap. Dmōs werd niet kleinerend bedoeld, en Emaeus, de 'goddelijke', varkenshoeder draagt dezelfde Homerische bijnaam als de Griekse helden. Slavernij bleef echter een schande. Eumaeus verklaart zelf:

Zeus, met de stem die ver weg klinkt, ontneemt de helft van de deugd van een mens wanneer de dag van de slavernij over hem komt.

Het is moeilijk vast te stellen wanneer de slavenhandel in de Archaïsche periode begon. In het gedicht Werken en Dagen, 8ste eeuw voor Chr., is Hesiodos de eigenaar van een groot aantal dmōes, hoewel hun status niet helemaal duidelijk is. De aanwezigheid van douloi, van 'slaven', wordt door lyrische dichters zoals Archilochus of Theognis van Megara bevestigd. Volgens epigrafisch onderzoek werden slaven ook vermeld in de moordwet van Draco, omstreeks 620 voor Chr. Volgens Plutarchus verbood Solon, ca. 594-593 voor Chr., slaven deel te nemen aan gymnastiek en pedofilie. Tegen het einde van deze periode komen verwijzingen naar slavernij in teksten vaker voor. Slavernij wordt gangbaar op het moment dat Solon de basis legt voor de democratie in Athene. De classicus Moses Finley merkt eveneens op dat Chios, volgens Theopompus de eerste stad die slavenhandel organiseerde, ook vroeg democratisch proces kende, in de 6de eeuw voor Chr. Hij concludeert dat één aspect van de Griekse geschiedenis is, dat de voortgang gepaard gaat met de vrijheid en slavernij.

## Economische rol

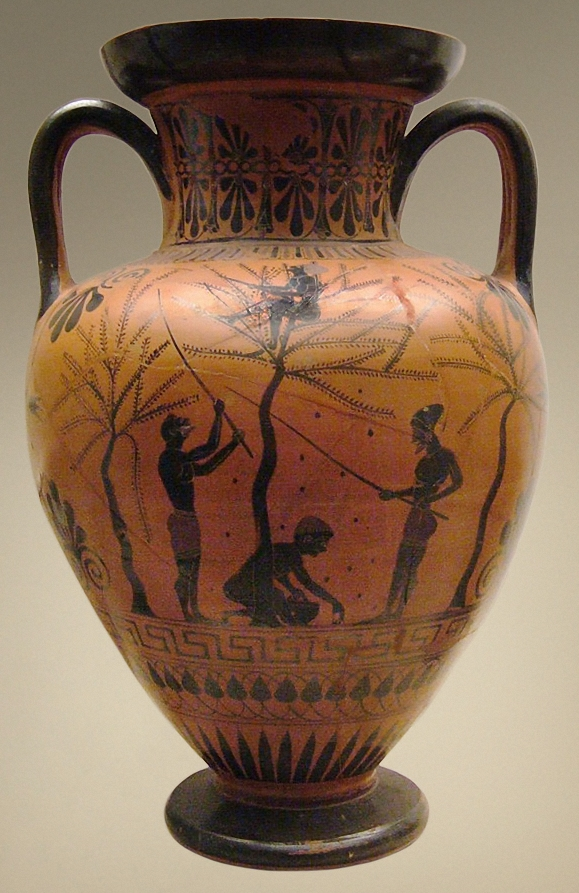
Slaven in de landbouw op een amfora.

Alle activiteiten waren toegankelijk voor slaven, op politiek na. Voor de Grieken was politiek de enige activiteit die alleen een burger toekwam, de rest werd waar mogelijk overgelaten aan niet-staatsburgers. Het was de status die ertoe deed, niet de activiteit.
Slavernij werd voornamelijk in de landbouw toegepast, de basis van de Griekse economie. Sommige kleine landeigenaren bezaten wellicht één tot twee slaven. Een schat aan handboeken voor landeigenaren, zoals de Oeconomicus van Xenophon of die van schrijvers, die zich als Aristoteles voordeden, getuigt van de aanwezigheid van tientallen slaven op grotere landgoederen. Zij kunnen zowel gewone arbeider als voorman zijn geweest. Over de mate waarin slaven als arbeidskracht in de landbouwsector werden ingezet, is men het niet eens. Zeker is dat slavernij op het platteland van Athene zeer gebruikelijk was, maar dat men in het oude Griekenland niets wist van de immens grote slavenpopulaties op de Romeinse latifundia.
Slavenarbeid was wijdverspreid in de mijnen en steengroeven, die uit grote slavenpopulaties bestonden. Zij werden vaak uitbesteed door rijke particulieren. De legeraanvoerder Nicias verhuurde 1.000 slaven aan de zilvermijnen van Laurion in Attica, Hipponicos 600 en Philomides 300. Xenophon geeft aan dat ze per dag één obool per slaaf ontvingen, wat neerkomt op 60 drachmen per jaar. Dit was een van de meest gewaardeerde investeringen van de Atheners. Het aantal slaven dat in de mijnen van Laurion of in de ertsmijnen werkten, wordt geschat op 30.000. Xenophon stelde voor dat de stad een groot aantal slaven zou kopen, wat neerkwam op drie staatsslaven per inwoner, zodat hun uitbesteding het levensonderhoud van alle burgers in de stad zou kunnen garanderen.
Slaven werden ook als ambachtslieden en vakmannen ingezet, bijvoorbeeld in de landbouw. Ze moesten daar arbeid verrichten, waartoe de landeigenaren of hun familie niet zelf in staat waren. Maar de meeste slaven werkten in werkplaatsen, de schildfabriek van Lysias had 120 slaven in dienst en de vader van Demosthenes was de eigenaar van 32 messenmakers en 20 beddenmakers.
Slaven werden ook in huis tewerkgesteld. Het was de voornaamste taak van de bediende om plaatsvervangend voor zijn meester op te treden tijdens zakentransacties of hem op zijn reis te vergezellen. Slaven moesten ook met oorlogen meedoen. Ze waren lichtbewapend, waren bewapend met lichte werpsperen, slingers of pijl en boog en droegen geen harnas. Ze vergezelden vaak een hopliet. Slavinnen voerden huishoudelijke taken uit, waarvan brood bakken en textiel vervaardigen de belangrijkste waren. Alleen de armste burgers hadden geen huisslaven.

## Demografie

### Bevolking

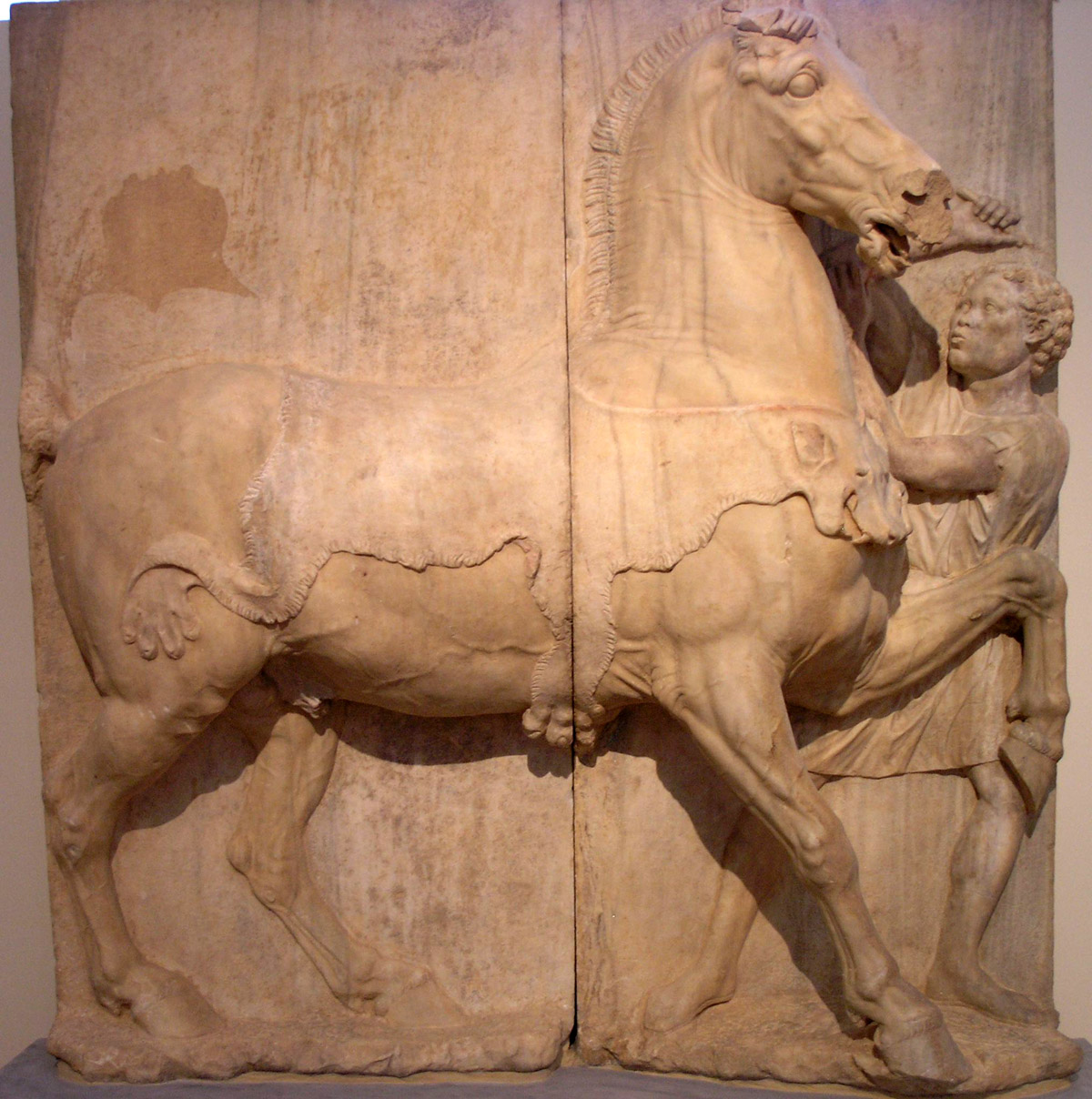
Ethiopische slaaf, datum onbekend.

Het is moeilijk het aantal slaven in het oude Griekenland te schatten, bij gebrek aan een exacte volkstelling, en er in die periode verschillende definities werden gehanteerd. Vast staat dat Athene de grootste slavenpopulatie had, met maar liefst 80.000 slaven in de 5de en 6de eeuw voor Christus, ongeveer drie of vier slaven per huishouden. Thucydides stelde in de 5de eeuw voor Chr. dat 20.890 slaven tijdens de Dekeleïsche Oorlog waren gedeserteerd. De bevolking van Athene bestond in de vierde eeuw voor Christus naar schatting voor een derde deel van uit slaven. De laagste inschatting, die van 20.000 slaven tijdens de periode van Demosthenes, komt overeen met één slaaf per familie. Tussen 317 en 307 voor Christus gaf de tiran Demetrius van Phalerum het bevel tot een algemene volkstelling in Attica, wat de volgende cijfers opleverde: 21.000 burgers, 10.000 metoiken en 400.000 slaven. De redenaar Hyperides zei in zijn Tegen Areistogiton dat de inspanning om 15.000 mannelijke slaven van dienstplichtige leeftijd te ronselen, tot de nederlaag van het Zuid-Griekse leger bij de Slag bij Chaeronea leidde. Dat komt overeen met de cijfers van Ctesicles.
Uit de literatuur blijkt dat de meerderheid van de vrije Atheners ten minste één slaaf bezat. De dichter Aristophanes voert in het blijspel Plutus arme boeren ten tonele, die er meer slaven op nahielden. Aristoteles definieert een huishouden als een huis met vrije personen en slaven. Omgekeerd was het niet bezitten van zelfs maar één slaaf een duidelijk teken van armoede. Lysias laat in zijn betoog Voor de Invalide een gehandicapte persoon om een uitkering pleit, die daarbij verklaart dat zijn inkomen erg laag is, hij verplicht is de dingen zelf te doen en hij geeneens de middelen heeft om een slaaf te kopen die deze dingen voor hem kan doen. De oude Grieken waren er niet van op de hoogte, dat er in het Romeinse Rijk een enorm aantal slaven was. Als Athenaeus de zaak van Mnason, een vriend van Aristoteles en eigenaar van 1000 slaven, aanhaalt, blijkt dit uitzonderlijk. Plato, die op het moment dat hij stierf vijf slaven bezat, beschrijft hoe de extreem rijken vijftig slaven bezaten. Thucydides schat dat het eiland Chios naar verhouding het grootst aantal slaven had.

### Aanvoer
Het kon op verschillende manieren gebeuren, dat mensen tot slaaf werden gemaakt. Meestal kwam dit door oorlog, waarbij degenen die waren verslagen slaaf werden van hun overwinnaars, maar ook zeeroverij, overvallen op land en internationale handel speelden een rol.
Het kwam in het oude Athene voor, dat een burger die niet in staat was zijn schulden te betalen, 'slaaf' van zijn crediteur werd.

#### Oorlog
Volgens het oorlogsrecht van die tijd had de overwinnaar absolute rechten over de verslagenen, ongeacht of zij soldaat waren of niet. Hoewel niet officieel volgens het systeem, was iemand tot slaaf maken een gangbare praktijk. Thucydides vermeldt dat 7.000 inwoners van Hyccara op Sicilië door Nicias gevangen werden genomen en voor 120 talenten werden verkocht in het naburige dorp Catana. Evenzo werd de bevolking van Olynthos in het jaar 348 v.Chr. tot slavernij veroordeeld, net als die van Thebe door Alexander de Grote, in het jaar 335 v.Chr. en die van Mantinea door de Achaeïsche Bond.
Het bestaan van Griekse slaven was een voortdurende bron van onbehagen voor de vrije Grieken. De onderwerping van hele steden was ook een omstreden praktijk. Sommige generaals weigerden dit, zoals de Spartaanse Agesilaüs II en Callicratidas. Sommige steden kwamen overeen om deze praktijk te verbieden: halverwege de derde eeuw voor Chr. stemde Milete ermee in om geen enkele vrije inwoner van Knossos tot slaaf te maken en vice versa. Omgekeerd bracht het bevrijden van een stad waarvan de volledige populatie tot slaaf was gemaakt door losgeld te betalen groot prestige met zich mee. Kassander, de koning van Macedonië, herstelde en herbevolkte Thebe in 316 voor Christus. Voor hem had Philippus II van Macedonië de stad Stageira veroverd en deze daarna ook weer herbevolkt met de eerst tot slaaf gemaakte inwoners.

#### Piraterij en overvallen
Piraterij en overvallen zorgden voor een belangrijke en constante aanvoer van slaven, maar de betekenis van deze bron van slaven varieerde al naargelang tijdperk en regio. Piraten en struikrovers eisten losgeld wanneer de status van hun vangst dat kon garanderen. Wanneer er geen losgeld of waarborgsom betaald werd, zouden gevangenen aan een handelaar worden verkocht. Zeeroverij was in bepaalde gebieden bijna een 'nationaal specialisme', door Thucydides beschreven als de ouderwetse manier van leven. Het kwam in Acarnanië, Kreta en Aetolië voor. Buiten Griekenland waren het de Illyriërs, Feniciërs en Etrusken. Tijdens de Hellenistische periode zouden ook Ciliciërs en de bergvolken van de Anatolische kust aan deze lijst kunnen worden toegevoegd. Strabo verklaart de populariteit van deze praktijk onder de Ciliciërs omdat het zo winstgevend was.
De slavenmarkt in de belangrijke handelshaven op Delos, een eiland in de Egeïsche Zee, maakte het mogelijk om "dagelijks ontelbaar veel slaven" te verplaatsen. Er zouden soms zo'n duizend slaven per dag zijn verkocht. Door de toenemende invloed van de Romeinse Republiek, die een grootafnemer van slaven was, ontwikkelde deze markt zich en nam de piraterij toe. In de eerste eeuw voor Chr. hadden de Romeinen echter piraterij grotendeels uitgeroeid om hun handelsroutes in het Middellandse Zeegebied te beschermen.

#### Slavenhandel
Er vond slavenhandel tussen de koninkrijken en staten uit de wijdere regio plaats. Op de fragmentarische lijst van slaven die zijn geconfisqueerd uit het vermogen van de verminkers van de Herme (afgodsbeeld), staan 32 slaven van wie de afkomst is vastgesteld: 13 kwamen uit Thracië, 7 uit Karië en de anderen waren afkomstig uit Cappadocië, Scythië, Frygië, Lydië, Syrië, Illyrië, Macedonië en de Peloponnesos. Plaatselijke professionals verkochten hun eigen mensen aan Griekse slavenhandelaren. Het lijkt dat de belangrijkste centra voor slavenhandel Efeze, Byzantion en zelfs Tanais te zijn, dat verder weg lag, aan de monding van de Don. Sommige 'barbaarse' slaven werden slachtoffer als gevolg van oorlog, of piraterij ter plekke, maar anderen werden door hun ouders verkocht. Er is geen direct bewijs voor slavenhandel, maar materiaal lijkt dit te staven.
Ten eerste zijn bepaalde nationaliteiten steevast en aanzienlijk vertegenwoordigd in de slavenpopulatie, zoals het korps van Scytische boogschutters, die als politiemacht in dienst waren van de stad Athene. Dit waren er oorspronkelijk 300, maar uiteindelijk bijna 1.000. In de tweede plaats hadden de namen van slaven in komedies vaak een geografische verwijzing. Zo betekende Thratta, gebruikt door Aristophanes in de Wespen, de Acharniërs en 'Vrede', vrouw uit Thracië. Ten slotte was de nationaliteit van een slaaf een belangrijk criterium.
Het klassieke advies om niet te veel slaven met eenzelfde nationaliteit op dezelfde plaats te concentreren, was om het risico van een opstand te minimaliseren. Ook is waarschijnlijk dat, net als bij de Romeinen, bepaalde nationaliteiten als productiever werden beschouwd dan anderen. De prijs van slaven varieerde conform hun bekwaamheid. Xenophon taxeerde een mijnwerker uit Laurion op 180 drachmen, terwijl voor een arbeider bij een grote werkplaats één drachme per dag werd betaald. De messenmakers van Demosthenes' vader werden getaxeerd op 500 tot 600 drachmen per persoon. Ter vergelijking, één drachme was het gemiddelde dagloon voor een Atheense arbeider.
De prijs was ook een indicator van het aantal beschikbare slaven: in de 4de eeuw voor Chr. waren er ruimschoots voldoende slaven voorhanden en was er een afnemersmarkt. Door de marktsteden werd belasting geheven op de verkoopopbrengsten. Zo werd er tijdens de feestelijkheden bij de tempel van Apollo op het schiereiland Actium een grote slavenmarkt georganiseerd. De Acarnanische Bond, die verantwoordelijk was voor de logistiek, ontving de helft van de belastingopbrengst, de andere helft ging naar de stad Anactorion, waar Actium deel van uitmaakte. De kopers hadden garantie op verborgen gebreken; een koop kon ongedaan worden gemaakt als bleek dat de aangekochte slaaf verlamd was en de koper hier niet van op de hoogte was gebracht.

### Natuurlijke groei

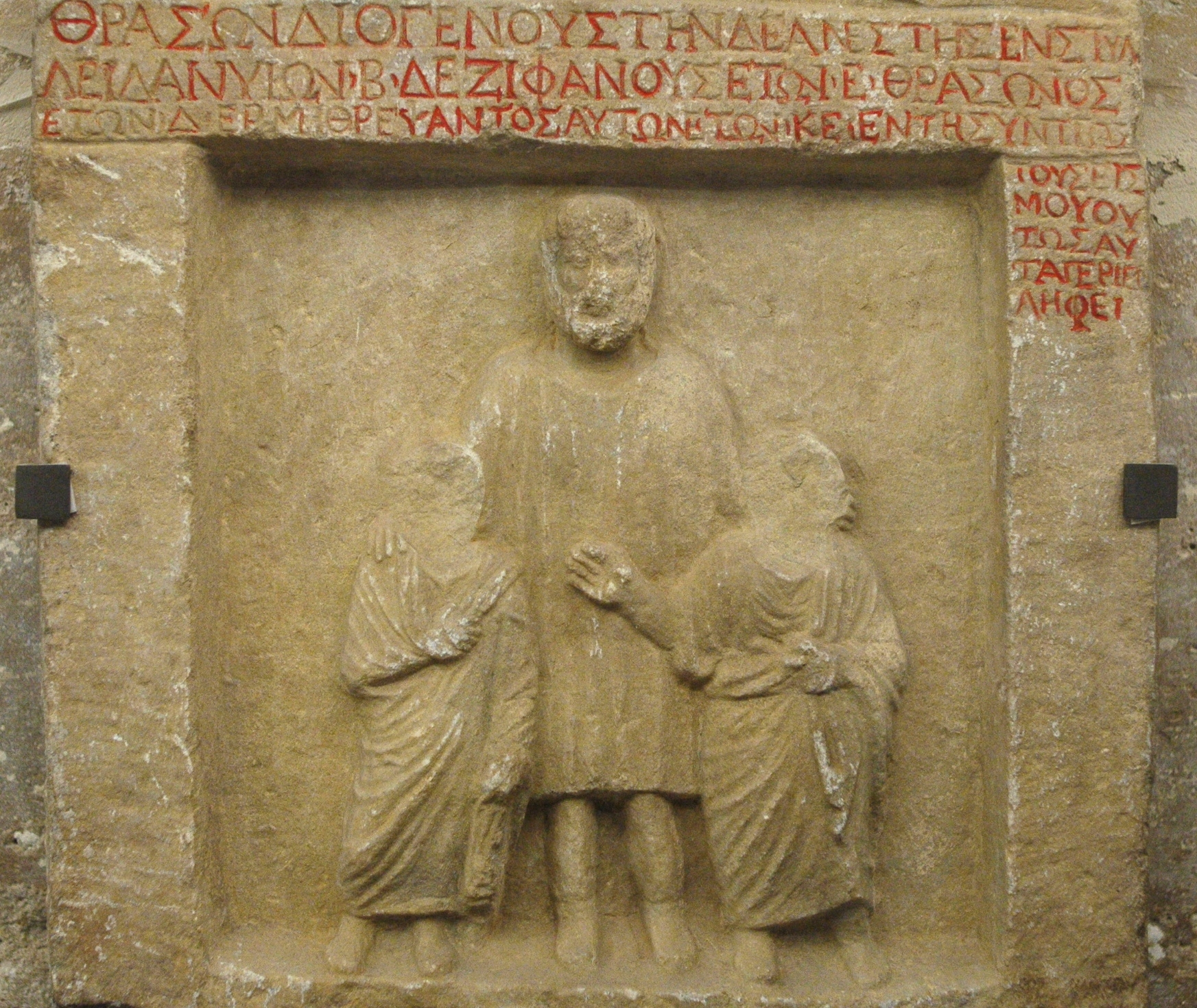
Grafstele met twee bij een aardbeving omgekomen kinderen en hun pedagoog.

Het blijkt dat de Grieken het niet aanmoedigden dat hun slaven kinderen kregen. Dat was tenminste tijdens de klassieke periode het geval. Het aantal in huis geboren slaven schijnt in Ptolemaeïsch Egypte tamelijk groot te zijn geweest, getuige opschriften in Delphi van slaven die vrij werden gelaten. Soms was de reden een natuurlijk gegeven, mijnen waren bijvoorbeeld het exclusieve domein van mannen. Aan de andere kant waren er relatief veel huisslavinnen. Het voorbeeld van de Afrikaanse slaven in het zuidelijk deel van de Verenigde Staten laat daarentegen zien dat een gemeenschap van slaven in staat is om zich uit te breiden. Er is voor dit verschil, tussen de slaven in Griekenland en de Verenigde Staten, geen duidelijke verklaring.
Xenophon adviseerde dat mannelijke en vrouwelijke slaven apart moesten worden ondergebracht, "dat… noch kinderen geboren worden bij onze bedienden zonder ons medeweten en goedkeuring ̶ geen onbelangrijke kwestie als de handeling kinderen op te voeden, trouwe dienstbodes minder loyaal maken, dan versterkt samenhokken de vindingrijkheid voor kattenkwaad". De verklaring hiervoor is misschien van economische aard: zelfs een bekwaam slaaf was goedkoop, dus het kan misschien goedkoper zijn geweest een slaaf te kopen dan er één groot te brengen. Bovendien bracht de bevalling het leven van de slavenmoeder in gevaar, en waren er geen garanties dat de baby de volwassen leeftijd zou bereiken.
In huis geboren slaven, Οἰκογενεις, oikogeneis, maakten vaak deel uit van een bevoorrechte klasse. Zij kregen bijvoorbeeld de opdracht kinderen naar school te brengen en hielpen zelfs bij de opvoeding van de kinderen. Sommige van hen waren een nakomeling van de heer des huizes, maar in de meeste steden, met name in Athene, erfde een kind de status van zijn moeder.

## Status van slaven
De Grieken kenden verschillende rangen slaven. Er was een groot aantal categorieën variërend van vrije burger tot slaaf, als onroerend goed, met inbegrip van de penestes of Heloten, burgers waarvan de rechten waren ontnomen, vrijgemaakte slaven, en inwonende vreemdelingen. Hun gemeenschappelijke grond was dat hun hun burgerrechten waren ontnomen. Moses Finley heeft een reeks criteria voorgesteld om de verschillende rangen van slavernij te definiëren.
- Het recht op eigendom.
- Het gezag over het werk van iemand anders.
- De bevoegdheid om iemand te straffen.
- Juridische rechten en plichten.
- Aansprakelijkheid voor aanhouding en/of willekeurige bestraffing of het recht om te mogen procederen.
- Familierechten en privileges, onder meer huwelijk en erfrecht.
- De mogelijkheid op de sociale ladder omhoog te klimmen: manumissio of emancipatie, toegang tot burgerrechten.
- Religieuze rechten en verplichtingen.
- Militaire rechten en verplichtingen: militaire dienstplicht als voetknecht, zware of lichte infanterie of matroos.

### Slaven uit Athene
Slaven in Athene waren het eigendom van de staat of van hun meester, die ze kon verkopen wanneer hem dat goed uitkwam. Hij kon ze weggeven, verkopen of na zijn dood aan iemand nalaten. Een slaaf kon een echtgenote en kinderen hebben, maar de slavenfamilie werd niet door de staat erkend en de meester kon op elk gewenst moment de familie uiteenrukken. Slaven hadden minder juridische rechten dan staatsburgers en werden in alle rechtszaken door hun meester vertegenwoordigd. Een vergrijp dat de vrije man een boete zou opleveren, moest de slaaf met een afranseling bekopen. Waarschijnlijk stond de verhouding voor één zweepslag per drachme.
Enkele kleine uitzonderingen daargelaten, werd een getuigenis van een slaaf niet geaccepteerd, behalve wanneer hij werd gemartled. Slaven werden tijdens de rechtszaak gefolterd, omdat ze vaak trouw bleven aan hun meester. Een vermaard voorbeeld van een trouwe slaaf was Sicinnus, de Perzische slaaf van Themistocles, die ondanks zijn Perzische afkomst Xerxes bedroog en de Atheners hielp in de Slag bij Salamis.
Hoewel Atheense slaven tijdens rechtszaken wel werden gemarteld, werden zij toch indirect beschermd. Een meester van een mishandelde slaaf kon een rechtszaak aanspannen voor schadevergoeding en rente, δίκη βλάβης. Omgekeerd kon een slavenhouder die zijn slaaf buitensporig mishandelde, door iedere willekeurige burger worden vervolgd, γραφὴ ὕβρεως. Deze wet werd niet in het leven geroepen omwille van de slaaf, maar om buitensporig geweld te voorkomen, ὕβρις, hubris.
Isocrates vond dat "zelfs de meest waardeloze slaaf niet ter dood veroordeeld mocht worden zonder proces": de meester had geen absolute macht over zijn slaaf. Volgens Draco's wet volgde de doodstraf op de moord van een slaaf. Het onderliggende principe was: was het misdrijf zodanig dat als het zich verder verspreidde, de maatschappij ernstige schade zou worden berokkend? De rechtsvordering die tegen de moordenaar van een slaaf kon worden aangespannen, was niet bedoeld om schadevergoeding te krijgen, zoals het geval zou zijn geweest voor het doden van vee, maar een δίκη φονική, dikē phonikē, waarin een straf werd geëist voor de religieuze schennis die ontstaan was door bloedvergieten. In de 4de eeuw voor Chr. werd de verdachte berecht door het Palladion, een hof dat jurisdictie, bevoegdheid had over onopzettelijke doodslag. De opgelegde straf lijkt meer te zijn geweest dan een geldboete, maar minder dan de doodstraf> Het was misschien ballingschap, zoals het geval was bij de moord op een metoik, inwonende vreemdeling.

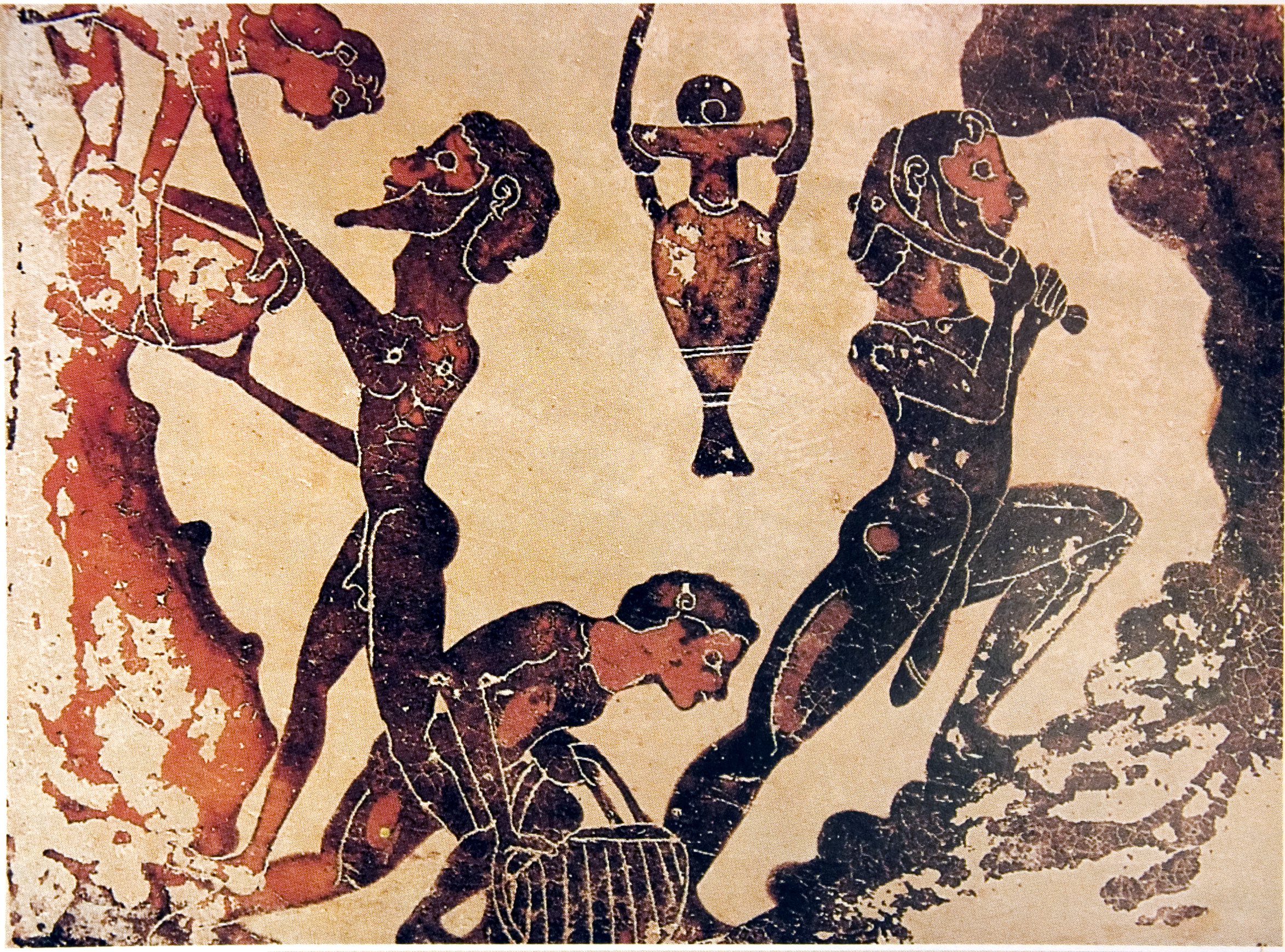
Slaven in een mijn in Laurion.

Slaven behoorden wel tot het huishouden van hun meester. Een pas gekochte slaaf werd verwelkomd met noten en vruchten, net zoals een pas getrouwde vrouw werd verwelkomd. Slaven namen deel aan de meeste burger- en familierituelen. Ze werden nadrukkelijk uitgenodigd deel te nemen aan het banket van de Choës, de tweede dag van Anthesteria en mochten in de mysteriën van Eleusis worden ingewijd. Een slaaf kon, net als een vrije burger, asiel aanvragen in een tempel of op een altaar.
De slaven deelden de goden van hun meester en konden zo nodig hun eigen godsdienstige gebruiken praktiseren. Slaven konden geen eigendom bezitten, maar hun eigenaar liet hen vaak sparen zodat ze hun vrijheid konden kopen. Er zijn archieven van slaven die zelfstandig zaken deden, waarbij ze slechts een vast belastingtarief aan hun meester betaalden. In Athene bestond ook een wet die het slaan van slaven verbood: als iemand in Athene iemand slaat die op het eerste gezicht een slaaf lijkt, zou hij weleens een medeburger kunnen slaan, omdat veel burgers zich niet beter kleden. Het verbaasde andere Grieken dat de Atheners van slaven tegenspraak duldden. Atheense slaven vochten in de slag bij Marathon schouder aan schouder met Atheense vrije burgers en ze werden op overwinningsmonumenten herdacht. Voor de slag bij Salamis werd bij decreet bepaald dat de burgers "zichzelf, hun vrouw, kinderen, en slaven moesten redden".
Slaven hadden speciale seksuele beperkingen en verplichtingen. Zo kon een slaaf geen pedofiele relatie aangaan met een vrije jongen: "een slaaf zal niet de minnaar van een vrije jongen zijn, en hem ook niet volgen, anders zal hij vijftig slagen in het openbaar ontvangen" en hen werd de toegang tot een palaestrae, worstelplaats ontzegd. "Een slaaf zal niet trainen of zichzelf op de worstelschool zalven". Beide wetten werden aan Solon toegeschreven. Vaders die hun zoon voor ongewenste intimiteiten wilden behoeden, lieten hem bewaken door een slaaf, een paidagogos, die de jongen op zijn reizen kon begeleiden. De zonen van overwonnen vijanden zouden tot slaaf worden gemaakt en werden vaak gedwongen te werken in homobordelen, zoals het geval was met Phaedo van Elis, die op verzoek van Socrates door rijke vrienden van de filosoof werd vrijgekocht en bevrijd uit een dergelijke onderneming. Aan de andere kant blijkt uit bronnen dat de verkrachting van slaven ten minste zo nu en dan vervolgd werd.

### Slaven in Gortys

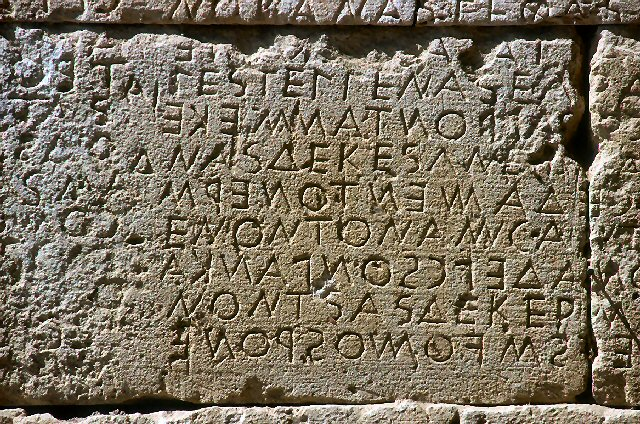
Fragment van de Gortys code.

Volgens een in steen gegrafeerde code uit de 6de eeuw voor Chr. bevonden slaven, doulos of orkeus, zich in de stad Gortys op Kreta in een staat van grote afhankelijkheid. Hun kinderen behoorden de meester toe. Hij was verantwoordelijk voor al hun overtredingen en omgekeerd werd hij schadeloosgesteld voor misdaden die anderen tegen zijn slaven hadden gepleegd.
Volgens de code in Gortys, waar alle straf in geld werd uitgedrukt, werden boetes verdubbeld als slaven een vergrijp of misdrijf begingen. Omgekeerd was een misdrijf tegen een slaaf veel goedkoper dan een misdrijf tegen een vrij persoon. Zo werd de verkrachting van een vrije vrouw beboet met 200 staters, of 400 drachmen, terwijl de verkrachting van een niet-maagdelijke slaaf door een andere slaaf slechts werd beboet met 1 obool, 1/6 de deel van een drachme. Slaven hadden het recht een huis en vee te bezitten die zij op hun nakomelingen konden overgedragen, evenals kleding en meubels. Hun familie werd bij wet erkend: ze konden trouwen, scheiden, een testament opstellen en erven, net als vrije personen.

### Een speciaal geval: schuldslavernij
Voordat Solon de schuldslavernij afschafte, werd het door de Atheners gepraktiseerd: een burger die niet in staat was zijn schulden te betalen, werd 'slaaf' bij zijn crediteur. Was dit echt een vorm van slavernij of een vorm van dienstbaarheid? Deze kwestie heeft in de eerste plaats betrekking op boeren die bekendstaan onder de naam hektemoroi Zij bewerkten pachtgrond van rijke landeigenaren als zij niet in staat waren om hun pacht te betalen. In theorie zouden degenen die zo tot slaaf werden gemaakt, worden bevrijd als hun oorspronkelijke schuld was afgelost.
Het systeem was in het Nabije Oosten ontstaan en wordt in de Bijbel aangehaald. Solon maakte er hier en daar een eind aan met de σεισάχθεια, Seisachtheia, bevrijding van schuld, die elke vordering van de eiser afwendde en de verkoop van vrije Atheners verbood, met inbegrip van henzelf. Aristoteles citeert in zijn Grondwet van de Atheners een van Solons gedichten.

"Aan de tallozen die door bedrog of volgens de wet zijn verkocht" 

Ver van zijn door God gemaakte land, een verstoten slaaf, 

Bracht ik weer naar Athene: ja, en sommige, 

Verbannen van huis door de zware last van schulden, 

Die niet langer de geliefde Atheense taal spraken, 

Maar naar heinde en verre trokken, bracht ik terug, 

En degene die hier in de meest verachtelijke slavernij, douleia 

Kruipen onder de ongenadige blik van hun meester, despōtes, die heb ik in vrijheid gesteld.

Hoewel veel van Solons woordenschat overeenkomt met die van de "traditionele" slavernij, was onderworpenheid door schuld ten minste anders in die zin dat de tot slaaf gemaakte Athener een Athener in zijn geboorteplaats bleef, afhankelijk van een andere Athener.
Het is dit aspect dat de golf van ontevredenheid met de slavernij van de 6de eeuw voor Chr. verklaart, het was niet de bedoeling alle slaven te bevrijden, maar alleen degenen die door schuld werden geknecht. De hervormingen door Solon lieten twee uitzonderingen: de bewaker van een ongehuwde vrouw die haar maagdelijkheid was kwijtgeraakt, had het recht haar als slaaf te verkopen en een burger kon een ongewenste pasgeboren baby "te vondeling leggen".

### Manumissie
De toepassing van manumissio in Chios blijkt al vanaf de zesde eeuw voor Chr. te bestaan. Het stamt waarschijnlijk uit een vroegere periode aangezien het een mondelinge procedure betrof. In de Klassieke Periode worden ook informele vrijverklaringen gemeld. Het volstond om samen met getuigen de burger te begeleiden naar een openbare ceremonie in het theater of voor een openbare rechtbank naar de vrijverklaring van zijn slaaf te gaan. Halverwege de 6de eeuw voor Chr. werd deze praktijk in Athene verboden om verstoringen van de openbare orde te voorkomen. In de 4de eeuw voor Chr. werd de toepassing ervan steeds gebruikelijker, getuige de inscripties die teruggevonden zijn in stenen bij tempels zoals die van Delphi en Dodona. Ze dateren voornamelijk uit de eerste en tweede eeuw voor Chr. en uit de eerste eeuw na Christus.
Gezamenlijke manumissie was ook mogelijk, hiervan is een voorbeeld bekend uit de tweede eeuw voor Chr. op het eiland Thasos. Het vond waarschijnlijk plaats na een periode van oorlog, als beloning voor de betoonde trouw van slaven, maar in de meeste gevallen gaat de documentatie over een vrijwillige handeling van de meester, voornamelijk mannelijk, maar in de Hellenistische periode ook vrouwelijk.
Vaak moest de slaaf voor zichzelf een bedrag betalen dat minstens gelijk was aan zijn straatwaarde. Hiertoe konden ze hun spaargeld gebruiken of een zogenaamde 'vriendelijke' lening ἔρανος, eranos bij zijn meester, een vriend of cliënt afsluiten, zoals de hetaere, een courtisane Nearia deed.
De vrijverklaring was vaak religieus van aard, waarbij de slaaf zogenaamd aan een godheid werd 'verkocht', in dit geval vaak de Delphische Apollo, of na zijn vrijmaking werd ingewijd. De tempel ontving een deel van de geldtransactie en zou het contract waarborgen. De manumissie kon ook volledig civiel van aard zijn. In dat geval speelde de ambtenaar de rol van godheid.
De slaaf kon geheel of gedeeltelijk vrij zijn, afhankelijk van de willekeur van zijn meester. In het eerste geval was de vrijgemaakte slaaf wettelijk beschermd tegen iedere poging om hem opnieuw onder slavernij te brengen , bijvoorbeeld namens de erfgenamen van zijn voormalige meester. In het laatste geval kon de vrijgemaakte slaaf worden verplicht zich te houden aan een aantal verplichtingen tegenover zijn voormalige meester. Het meest beperkende contract was die van de paramone, een vorm van onderwerping van beperkte duur, waarbij de meester vrijwel absolute rechten behield.
Wat zijn stadsrechten betrof, was de vrijgemaakte slaaf bij lange na niet gelijkwaardig aan een iemand die burger van geboorte was. Het is uit de dialoog de Wetten van Plato af te leiden dat de vrijgemaakte slaven zich aan allerlei voorschriften moest houden: de verplichting om drie keer per maand aan het huis van zijn voormalige meester te verschijnen, het verbod rijker dan hem te worden en meer. In feite was de status van een vrijgemaakte slaaf vergelijkbaar met die van de metoik, de vreemdeling die in het land verbleef, vrij maar zonder burgerrechten.

### De Spartaanse slaaf
Spartaanse burgers zetten heloten als slaaf in, een ondergeschikte groep die collectieve eigendom was van de staat. Het is niet helemaal duidelijk of ze ook eigen slaven hadden. Er zijn verwijzingen naar slaven die door de Spartanen vrijgelaten werden, iets wat schijnbaar verboden was voor heloten, of die buiten Laconië verkocht zijn: de dichter Alcman; een zekere Philoxenos uit Cythera, die naar men zegt onder slavernij gebracht werd samen met al zijn stadsgenoten na inname van zijn stad, is later verkocht aan een Athener; een Spartaanse kok, verkocht aan Dionysius I of aan de koning van Pontus, beide versies worden door Plutarchus genoemd ; en de vermaarde Spartaanse verpleegkundigen, die zo gewaardeerd werden door Atheense ouders.
Sommige teksten maken melding van zowel slaven als heloten, wat betekent dat daar een verschil tussen was. Plato citeert in zijn dialoog Alcibiades I "het eigendomsrecht van slaven, en Heloten in het bijzonder" onder het Spartaanse vermogen en Plutarchus schrijft over "slaven en Heloten". Tot slot bedong de overeenkomst die in 464 voor Chr. een einde maakte aan de opstand van de Heloten, dat iedere rebel uit Messenië die hierna nog op het schiereiland Peloponnesos zou worden aangetroffen "slaaf van zijn gevangennemer zou zijn", wat inhoudt dat het in die tijd niet verboden was slaven te bezitten, die als handelswaar mochten worden behandeld.
De meeste historici zijn het er over eens dat in de Griekse stadstaat Sparta wel degelijk persoonlijke slaven werden ingezet, tenminste na de Spartaanse overwinning op de Atheners in 404 voor Chr. tijdens de Peloponnesische Oorlog, maar niet in groten getale en alleen in de hogere kringen. Zoals ook het geval was in de andere Griekse steden, konden persoonlijke slaven op de markt worden verkocht of krijgsgevangen worden gemaakt.

## Omstandigheden van de slaven

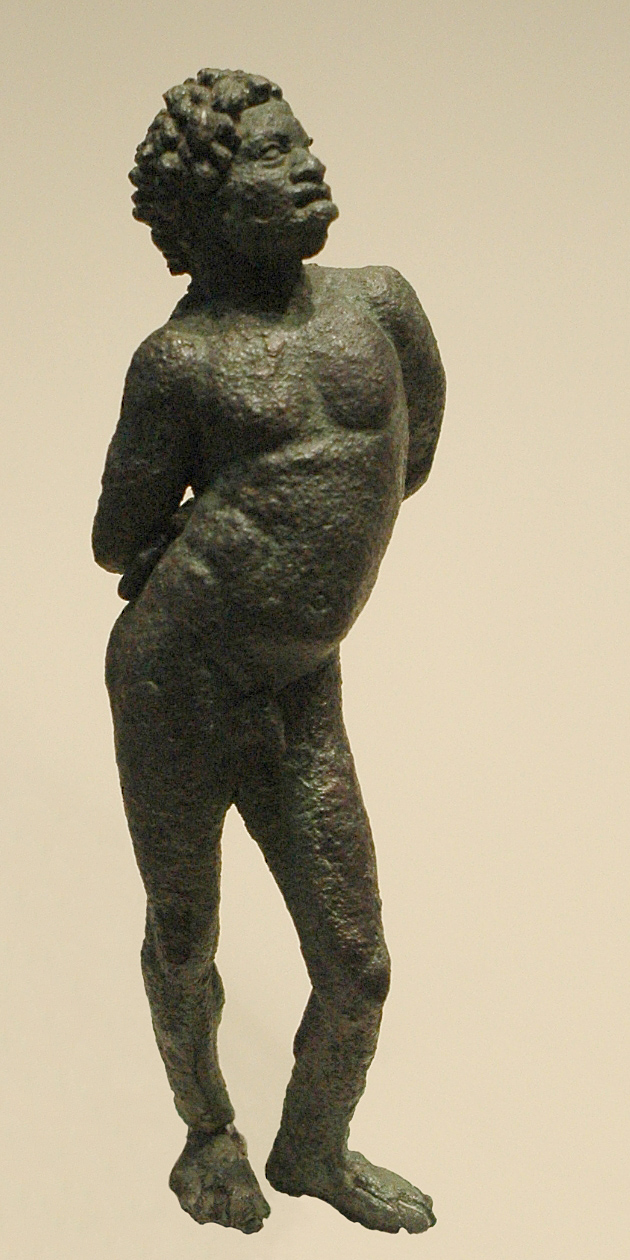
Slaaf met gebonden handen (Louvre).

Het is moeilijk om de omstandigheden van de Griekse slaaf naar juiste waarde te schatten. Volgens Aristoteles kon de dagelijkse routine van slaven in drie bewoordingen worden weergegeven: "werk, discipline en voeding". Xenophon gaf als advies om slaven als huisdieren te behandelen, dat wil zeggen, straf ongehoorzaamheid en beloon goed gedrag. Wat Aristoteles betreft, geeft hij er de voorkeur aan slaven als kinderen te behandelen en hen niet alleen bevelen te geven, maar ook advies, omdat de slaaf in staat is beweegredenen te begrijpen als die worden uitgelegd.
De Griekse literatuur kent diverse scènes waarin slaven worden gegeseld. Het was een middel om ze tot werk te dwingen, net zoals dat door het verdelen van rantsoenen, kleding en rust kon. Geweld tegen slaven kwam voor, toegediend door de meester of een opzichter, die mogelijk zelf ook een slaaf was. Zo klagen twee slaven aan het begin van het toneelstuk De Ridders (4-5) van Aristophanes, dat ze door hun nieuwe opzichter "gekneusd en zonder onderbreking gegeseld zijn". Aristophanes citeert echter een typisch oud gezegde uit de Klassieke Griekse komedie. Hij ontsloeg of geselde ook slaven die weg bleven lopen of iemand bleven bedriegen. Ze deden altijd huilend uitgeleide, zodat een van zijn medeslaven de blauwe plekken kon bespotten en dan kon vragen: "O, jij arme kerel, wat is er met je huid gebeurd?"
De omstandigheden van slaven varieerden sterk, al naargelang hun status. De slaven in de mijnen van Lauarion en de boordeelslaven, pornai, in het bijzonder, leidden een wreed bestaan, terwijl de staatsslaven, ambachtslieden, kleine handelaren en bankiers relatief onafhankelijk waren. In ruil voor een vergoeding, ἀποφορά, apophora, aan hun meester konden ze zelfstandig wonen en werken. Ze konden daarnaast wat geld verdienen, wat soms genoeg was om hun vrijheid te kopen. De mogelijkheid om vrij te komen was een sterke drijfveer, hoewel het moeilijk in te schatten is hoe daar in werkelijkheid van gebruik kon worden gemaakt.
De Klassieke schrijvers dachten dat de slaven uit Athene 'een bijzonder gelukkig lot' beschoren waren. Pseudo-Xenophon betreurde de vrijheden die de Atheense slaven zich veroorloofden: "wat betreft de slaven en metoik uit Athene, zij bedienen zich van grootste vrijheden. Je kunt hen niet zomaar slaan en ze doen geen stap opzij om jou door te laten". Deze zogenaamde behandeling voorkwam niet dat 20.000 Atheense slaven aan het eind van de Peloponnesische Oorlog op aansporing van het Spartaanse garnizoen in Attika wegliepen. Dit waren voornamelijk geschoolde handwerklieden, kheiroteknai, en zij behoorden waarschijnlijk tot de slaven die beter werden behandeld. De titel van een komedie van Antiphanes uit de 4de eeuw, de Vanger van de Wegloper, Δραπεταγωγός, suggereert dat het meer voorkwam dat slaven op de vlucht gingen.
Omgekeerd is nergens een grootschalige Griekse opstand opgetekend die vergelijkbaar is met die van de Romeinse slaaf Spartacus. Dit kan waarschijnlijk worden verklaard doordat Griekse slaven relatief gespreid voorkwamen, wat een grootschalige voorbereiding in de weg heeft gestaan. Een slavenopstand was zeldzaam, zelfs in Rome. Individuele daden waarin slaven rebelleerden tegen hun meester kwamen wel voor, hetzij beperkt. Een gerechtelijk pleidooi maakt melding van een poging tot doodslag op zijn meester van een slaaf die nog geen 12 jaar oud was.

## Opvattingen over de Griekse slavernij

### Historische opvattingen

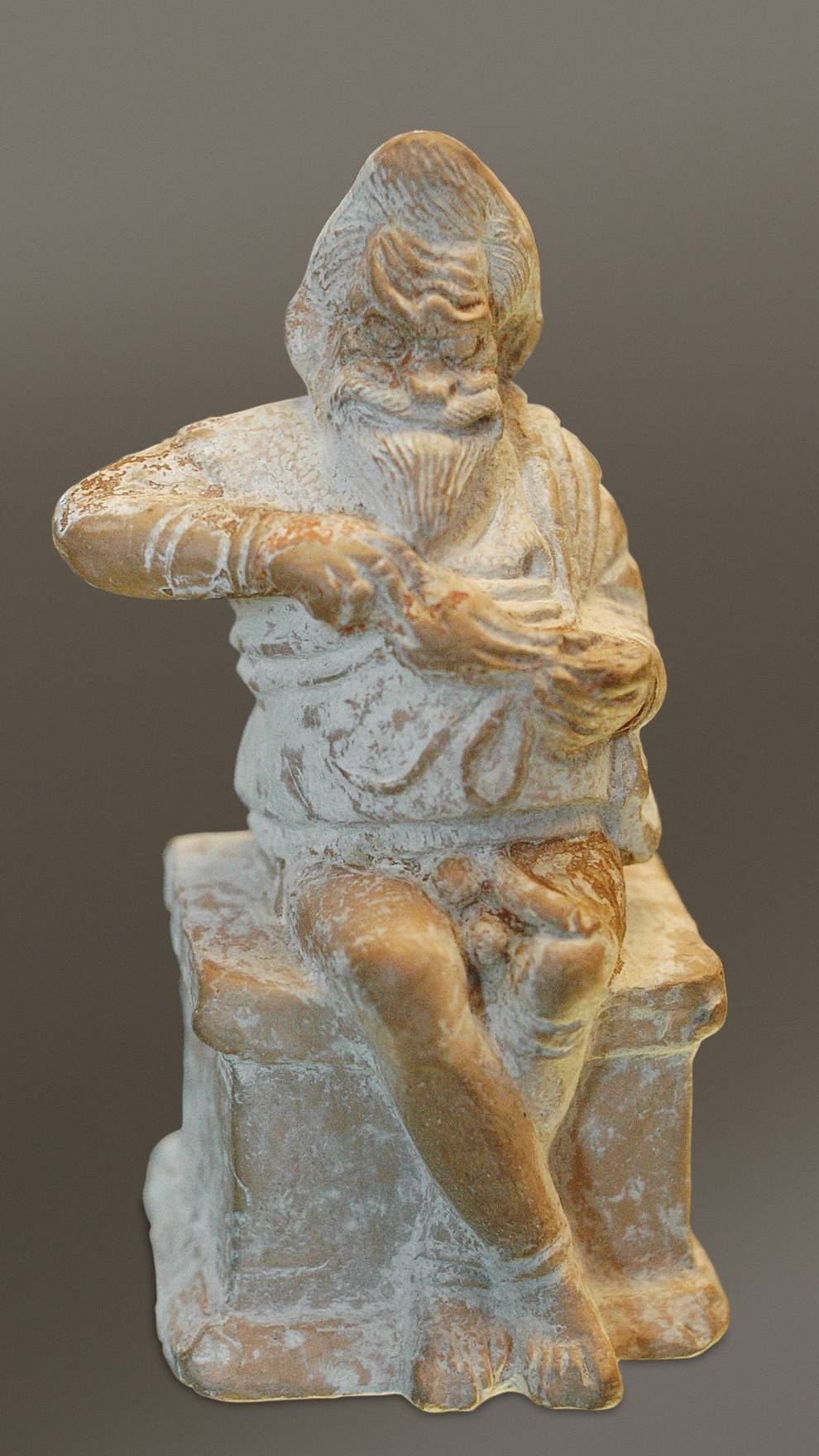
Slaaf op een altaar, kijkend naar een geldbuidel die hij wil gaan stelen (ca. 400-375 v.Chr.).

Weinig schrijvers uit de klassieke oudheid trekken het in twijfel, dat er slaven waren. Voor Homerus en de preklassieke schrijvers was slavernij een onvermijdelijk gevolg van oorlog. Heraclitus stelt dat "oorlog de vader van allen is, de koning van iedereen, hij verandert sommigen in slaven en geeft anderen de vrijheid". Ook Aristoteles was deze mening toegedaan, en verklaarde: "de wet waardoor alles wat in oorlogstijd wordt buitgemaakt, behoort de overwinnaar toe". Hij zegt echter ook dat hier misschien een paar vraagstukken spelen, "want wat nu, als de reden om oorlog te voeren onrechtvaardig is?" Als de oorlog te wijten is aan een oneerlijke of verkeerde reden, zouden de overwinnaars van die oorlog dan de verliezers als slaven mogen nemen?
Tijdens de Klassieke Periode was de belangrijkste rechtvaardiging van slavernij van economische aard. Vanuit filosofisch oogpunt deed tegelijkertijd het idee zich voor van 'natuurlijke' slavernij. Zo zegt Aeschylus in zijn tragedie Perzen: "de Grieken worden nergens van iemand slaaf of ondergeschikte genoemd", terwijl de Perzen, zoals Euripidus schrijft in Helen "allemaal slaven zijn, op een na: de Grote koning". Hippocrates theoretiseert over dit latente idee in de vijfde eeuw voor Chr. Volgens hem bracht het gematigde klimaat van Anatolië een vreedzaam en onderdanig volk voort. Deze verklaring wordt door Plato herhaald en vervolgens door Aristoteles in zijn Politika, waarin hij het concept van 'natuurlijke' slavernij uitwerkt. "Want hij die met zijn verstand kan vooruitblikken, is van nature een heerser en meester en hij die deze dingen met zijn lichaam kan doen is ondergeschikt en van nature een slaaf." In tegenstelling tot een dier is een slaaf in staat de rede te begrijpen maar "… heeft geen vermogen om te overleggen."
Alcidamas, een tijdgenoot van Aristoteles, nam het tegenovergestelde standpunt in en vond dat van nature niemand een slaaf was. Parallel hieraan werd door de sofisten het concept ontwikkeld dat ieder mens, hetzij Griek of barbaar, tot hetzelfde ras behoorde en dat bepaalde mannen dus slaaf waren, hoewel ze de ziel van een vrije man hadden of vice versa. Aristoteles zelf erkende in overeenstemming met zijn theorie van 'natuurlijke' slavernij deze mogelijkheid en betoogde dat slavernij niet kon worden opgelegd, tenzij de meester beter was dan de slaaf. De sofisten kwamen tot de conclusie dat ware dienstbaarheid niet een kwestie van status was, maar van karakter. Meander zei hierover: "Wees vrij in de geest, hoewel je slaaf bent, en dan zal je niet langer slaaf zijn." Deze gedachte, die bij de Stoïcijnen en Epicuristen terugkeerde, was niet zozeer een afwijzing van de slavernij alswel het bagatelliseren ervan.
De Grieken konden zich de afwezigheid van slaven niet voorstellen. Slaven komen zelfs voor in het 'Wolkenkoekoekstad' van Aristophanes' toneelstuk De Vogels, evenals in de ideale steden van Plato's dialoog de Wetten of Republiek. De utopische steden van de architecten Phaleas van Chalcedon en Hippodamus van Milete zijn gebaseerd op een gelijke verdeling van eigendommen, maar toch worden overheidsslaven ingezet als ambachtslieden of landarbeiders.
De 'omgekeerde steden' bracht vrouwen aan de macht en zag zelfs het eind van particulier bezit, zoals in de komedie Lysistrata of Vrouwenparlement, maar men kon zich niet voorstellen dat slaven de leiding zouden hebben over hun meesters. De enige maatschappij zonder slaven was die van de Gouden eeuw, waarin aan alle behoeften werd voorzien, zonder dat iemand hoefde te werken. Zoals Plato verklaarde, oogst men in dit type samenleving overvloedig zonder te zaaien.
In Amphictyons, een komedie van Telekleides, strijden gerstebroden met tarwebroden om de eer 'door mensen te worden opgegeten'. Bovendien komen de voorwerpen zelf in beweging: deeg kneedt zichzelf en de kan schenkt zichzelf in. Evenzo zei Aristoteles dat slavernij niet nodig zou zijn als "ieder instrument zijn eigen werk zou kunnen doen… de schietspoel zou dan weven en het plectrum zou de lier raken zonder een hand om die te begeleiden", zoals de legendarische concepten van Daedalus en Hephaestus. Een maatschappij zonder slaven wordt zo gedegradeerd tot een andere tijd en ruimte. In een 'normale' maatschappij heeft men slaven nodig. Aristoteles betoogt dat slaven desondanks een noodzaak zijn en zegt:" eigendom is een deel van het huishouden… want niemand kan goed leven of zelfs maar leven tenzij hij in de nodige behoeften wordt voorzien". Hij stelt ook dat slaven het belangrijkste deel van het vermogen vormen omdat ze "voorrang hebben op alle instrumenten". Dit zou kunnen betekenen dat in ieder geval sommige slaven goed zouden worden behandeld, om dezelfde reden als dat men goed voor zijn belangrijkste gereedschap zorgt. Door slaven als werktuigen van een huishouden te zien, wordt hiermee een andere reden in het leven geroepen om slavernij te accepteren. Aristoteles zegt: "Inderdaad is de inzet van slaven of tamme dieren niet veel anders", waarmee hij laat zien dat sommige slaven van geen hogere orde zijn dan de gewone tamme dieren uit die tijd.
Antiphon zag slaven als net iets meer dan gewone dieren of instrumenten. Over de kwestie van een man die zijn eigen slaaf doodt, zegt hij dat de man "zichzelf moet zuiveren en weg moet blijven van die plaatsen die de wet voorschrijft, met de hoop dat hij daardoor rampspoed het best afwendt". Dit suggereert dat er nog enig besef van ongepastheid is als men een slaaf doodt, zelfs al die eigendom is van degene die hem doodt.
De afstraffing van slaven zou wreed zijn geweest en onmiddellijk hebben plaatsgevonden. Demosthenes accepteerde het, dat slaven door middel van lichamelijk letsel werden gestraft voor alles wat ze fout zouden hebben gedaan, en verklaarde: "het lichaam van een slaaf wordt verantwoordelijk gehouden voor al zijn wandaden, aangezien lijfstraf de laatste straf is die je een vrij iemand kunt opleggen". Hierover werd gesproken in gerechtelijke procedures, waardoor de suggestie werd gewekt dat het een breed geaccepteerde manier was om slaven te behandelen.

### Moderne denkbeelden

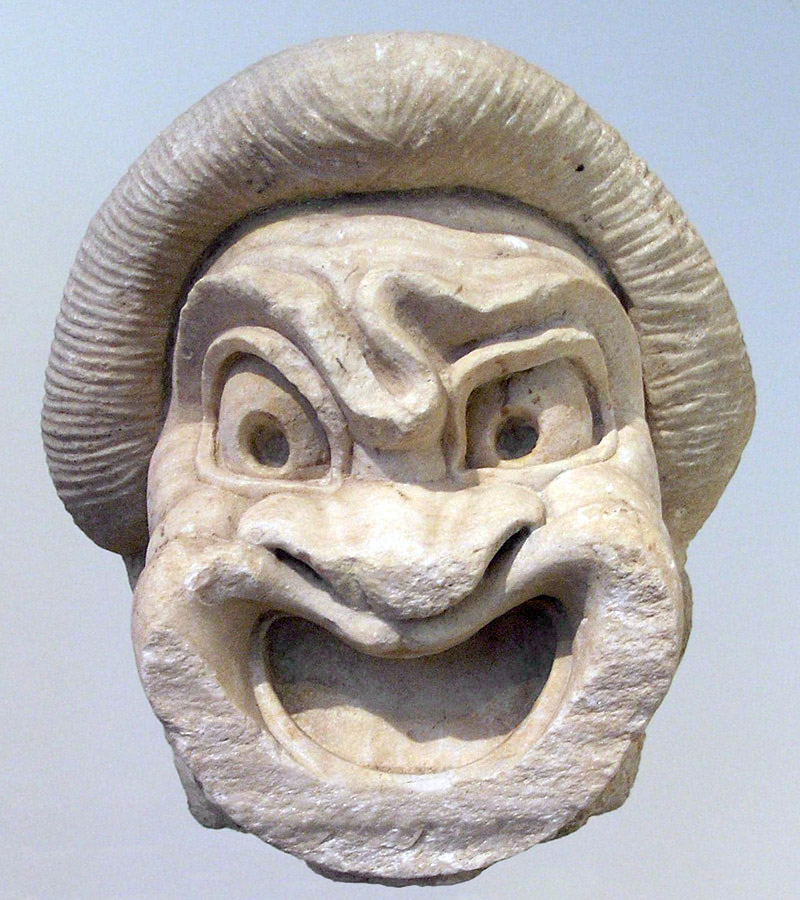
Masker van een slaaf uit een Griekse komedie (tweede eeuw v.Chr., collectie Nationaal Archeologisch Museum van Athene).

De slavernij in de Griekse Oudheid is onder christenen lang het onderwerp van een verontschuldigende dialoog geweest, maar het einde van de slavernij wordt doorgaans aan hen toegeschreven. De dialoog werd vanaf de 16de eeuw moraliserend van aard. Het bestaan van koloniale slavernij had een grote invloed op het debat, waarbij sommige schrijvers het verdienstelijk voor de beschaving vonden, en andere de wandaden ervan aan de kaak stelden. Zo publiceerde Henri-Alexandre Wallon in 1847 zijn Geschiedenis van de Slavernij als onderdeel van zijn werken, die pleitten voor afschaffing van de slavernij in de Franse koloniën.
In de negentiende eeuw verscheen een politiek-economische verhandeling. Het zette zich in voor het onderscheiden van verschillende fasen in de organisatie van menselijke maatschappijen en het correct identificeren van slavernij in de Griekse samenleving. De invloed van Karl Marx was doorslaggevend. Voor hem werd de oude samenleving gekenmerkt door de ontwikkeling van particulier bezit en waren slaven een zeer belangrijk productiemiddel, dus niet zoals in andere pre-kapitalistische samenlevingen van ondergeschikt belang. De positivisten werden vertegenwoordigd door de historicus Eduard Meyer, met zijn Slavery in the Antiquity, 1898, en kantten zich al spoedig tegen de marxistische theorie. Volgens Meyer was slavernij het fundament van de Griekse democratie. Het gaat dus om een juridisch en sociaal fenomeen, en niet om een economisch.
De huidige geschiedschrijving heeft zich in de twintigste eeuw ontwikkeld. Onder leiding van schrijvers zoals Joseph Vogt heerste het idee dat het houden van slaven een van de voorwaarden voor de elite was om zich te ontwikkelen. Omgekeerd was het volgens de theorie voor slaven ook mogelijk om zich bij die elite aan te sluiten. Tot slot oordeelt Vogt dat de moderne samenleving, die gebaseerd is op humanistische waarden, dit ontwikkelingsniveau heeft overtroffen. De slaven in het oude Griekenland blijven het onderwerp van historisch debat, waarin twee vraagstukken centraal staan: kan men stellen dat slaven in de cultuur van het oude Griekenland een centrale rol speelden en vormden deze slaven een sociale klasse?